# Porizon humuli
Porizon humuli är en stekelart som först beskrevs av Horstmann 1987.  Porizon humuli ingår i släktet Porizon och familjen brokparasitsteklar. Inga underarter finns listade i Catalogue of Life.